# Son Song
«Son Song» es una canción de la banda brasileña-estadounidense de groove metal Soulfly. Fue lanzado el 30 de enero de 2001 como el segundo sencillo de su segundo álbum de estudio Primitive, editado en septiembre de 2000.
La cancion aparece en la banda sonora de Valentine como la pista número 14, pero es la única de las 18 canciones enumeradas en la pista que no se puede escuchar en la película.

## Antecedentes
Max Cavalera conoció a Sean Lennon en 1999 durante el festival Big Day Out en Australia. Mientras planeaba el álbum "Primitive", Gloria Cavalera, la esposa de Max, sugirió una colaboración con Lennon.

Pensó que sería genial que cantáramos juntos; que ambas voces serían increíbles. Llamé a Sean y le encantó. Dedicamos cuatro días a esa canción; vino a mi casa, garabateamos un poco con la guitarra acústica y luego escribimos la letra. Le dedicamos más tiempo a la canción, la llevamos al estudio y vimos cómo todo cobraba vida, desde cero.

Max dijo que colaborar con Sean no era necesariamente lo que sus fans esperarían, pero dado su historial de experimentación, no le pareció inusual.

## Letras y tributo
En esta canción, los coautores Max Cavalera y Sean Lennon cantan sobre cómo todo se convierte en polvo al gritarle al cielo o mirar al sol. Antes de que comience la canción, Sean cuenta hasta cuatro como primera línea y luego canta la primera estrofa después de que comienza. Max canta los estribillos que comienzan con "Dust myself up" mientras Sean canta las estrofas que contienen "Every moment is precious".
A pesar del título de la canción, la letra no contiene "Son Song", pero se llama así porque los hijos rinden homenaje a sus padres fallecidos escribiendo y cantando la canción juntos. El padre de Sean, John Lennon, uno de los cantantes y compositores más famosos del mundo, fue asesinado a los 40 años, mientras que Max reza por su padre, quien murió de un ataque al corazón también a los 40 años, mientras que Max tenía 9.

## Lista de canciones
Sencillo (Estados Unidos)
| N.º | Título                       | Duración |  |
| 1.  | «Son Song» (con Sean Lennon) | 3:54     |  |

Sencillo (Reino Unido)
| N.º | Título                                  | Duración |  |
| 1.  | «Son Song» (con Sean Lennon)            |          |  |
| 2.  | «In Memory Of...» (con Cutthroat Logic) |          |  |

## Personal
Soulfly
- Max Cavalera – voz, guitarra rítmica
- Marcelo "Cello" Dias – bajo, percusión, batería en "In Memory Of..."
- Mikey Doling – guitarra principal
- Joe Nuñez – batería

Músicos adicionales
- Sean Lennon: voz